# Olaf's Frozen Adventure
Olaf's Frozen Adventure (Nederlands: Olaf's Frozen Avontuur) is een korte animatiefilm uit 2017, geregisseerd door Kevin Deters en Stevie Wermers. De film werd geproduceerd door Walt Disney Animation Studios en ging in de Verenigde Staten gelijktijdig in première met Coco.

## Verhaal
Wanneer Anna en Elsa allereerste kerst samen gaan vieren sinds de heropening van de kasteeldeuren, besluiten de zussen een groot feest te organiseren in het hele koninkrijk van Arendelle. Maar wanneer de gasten weer naar huis terugkeren om Kerstmis op hun eigen manier te vieren, beseffen de twee zussen dat ze geen traditie hebben voor deze vakantie. Olaf, geholpen door Sven, reist vervolgens door het koninkrijk op zoek naar iets om hen een onvergetelijke kerst te bieden door op avontuur te gaan zonder ze op de hoogte te stellen.

## Stemverdeling
| Acteur         | Personage |
| -------------- | --------- |
| Josh Gad       | Olaf      |
| Kristen Bell   | Anna      |
| Idina Menzel   | Elsa      |
| Jonathan Groff | Kristoff  |